# Sindora klaineana
Sindora klaineana är en ärtväxtart som beskrevs av François Pellegrin. Sindora klaineana ingår i släktet Sindora och familjen ärtväxter. Inga underarter finns listade i Catalogue of Life.